# 益田展行
益田 展行（ますだ のりゆき）は日本のクラシックギター奏者。長崎市出身。

## 人物
幼少よりギターを始め、これまでに益田洋一、佐々木忠、H.ケッペル、T.ツァビエルハ各氏に師事。
ドイツ学術交流会(DAAD)より奨学金を得てドイツに渡り、ケルン音楽大学アーヘン校・演奏家課程、ケルン音楽大学・修士課程を卒業。その後、フランツ・リスト音楽大学(ワイマール)にて研鑽を積む。在学中に3期にわたり(財)野村国際文化財団(現、(財)野村財団)より奨学金を授与される。
東京国際ギターコンクールをはじめハインスベルク国際ギターコンクール(ドイツ)、フォルム・ウィーン国際ギターコンクール(オーストリア)、パリ・アントニー国際ギターコンクール(フランス)など内外の15の国際コンクールにおいて上位入賞を果たしており、ソロ、室内楽、オーケストラとの協演などヨーロッパ各国にて公演を行っている。
日本帰国後は(公財)東京オペラシティ文化財団主催のリサイタルシリーズ「B→C(ビートゥーシー)：バッハからコンテンポラリーへ」に招聘、NHK-FM「リサイタル・パッシオ」に出演など、全国各地で演奏活動を重ねている。デビュー作は「plays Bach バッハ作品集」、またF.ソルの全ソナタを収録した「plays Sor ソル作品集」はレコード芸術誌特選盤に選ばれている。

## ディスコグラフィ

### ソロCD
- plays Bach　バッハ作品集 (2016年1月13日)
- plays Sor　フェルナンド・ソル作品集 (2018年11月7日)